# بين بولوك (لاعب كرة قدم)
بين بولوك (بالإنجليزية: Ben Pollock)‏ هو لاعب كرة قدم بريطاني في مركز الدفاع، ولد في 6 يناير 1998 في بولتن في المملكة المتحدة. لعب مع نادي ميدلزبره.